# Kaľamenová
Kaľamenová (allemand : Kalmannsdorf, hongrois : Turóckelemenfalva) est un village de Slovaquie situé dans la région de Žilina.

## Histoire
La première mention écrite du village date de 1240.

## Démographie

### Évolution de la population
| Année:               | 1994. | 2004.    | 2014.    | 2024.    |
| -------------------- | ----- | -------- | -------- | -------- |
| Nombre de personnes: | 58    | 69       | 85       | 96       |
| Différence:          |       | +18,96 % | +23,18 % | +12,94 % |

| Année:               | 2023. | 2024.   |
| -------------------- | ----- | ------- |
| Nombre de personnes: | 98    | 96      |
| Différence:          |       | -2,04 % |